# Xestobium affine
Xestobium affine är en skalbaggsart som beskrevs av Leconte 1874. Xestobium affine ingår i släktet Xestobium och familjen trägnagare. Inga underarter finns listade i Catalogue of Life.